# Sanogasta
Sanogasta – rodzaj pająków z rodziny motaczowatych.
Rodzaj ten opisany został w 1941 roku przez Cândido Firmino de Mello-Leitão, który gatunkiem typowym wyznaczył Anyphaena maculatipes. Wyniki analizy filogenetycznej M. Ramíreza z 2003 wskazują na parafiletyzm rodzaju, jednak badanie nie uwzględniało wszystkich gatunków i autor wstrzymał się z decyzjami taksonomicznymi.
Pająki te mają karapaks zwężony z przodu, z lekko odchylonym w przód lub prosrym tylnym rzędem oczu. Szczękoczułki mają 3–4 ząbki na przedniej i 2 na tylnej krawędzi. Na opistosomie przetchlinki tchawkowe zlokalizowane bliżej kądziołków niż epigastrium. Przednio-boczna para kądziołków u nasady bez grubych, sterczących szczecinek. Nogogłaszczki samca o cienkim embolusie z krótkim i spiczastym wyrostkiem nasadowym, pierwotnym konduktorze nieobecnym, a konduktorze wtórnym u większości gatunków niepołączonym przednio-grzbietową krawędzią tegulum i o długim kanaliku wychodzącym z nasady apofizy paramedialnej. Tylko S. pehuenche i S. approximata mają wtórny konduktor zlany z tegulum i o zredukowanym kanaliku.
Motaczowate te zasiedlają Amerykę Południową.
Należy tu 14 opisanych gatunków:
- Sanogasta alticola (Simon, 1896)
- Sanogasta approximata (Tullgren, 1901)
- Sanogasta backhauseni (Simon, 1895)
- Sanogasta bonariensis (Mello-Leitão, 1940)
- Sanogasta maculatipes (Keyserling, 1878)
- Sanogasta maculosa (Nicolet, 1849)
- Sanogasta mandibularis Ramírez, 2003
- Sanogasta minuta (Keyserling, 1891)
- Sanogasta paucilineata (Mello-Leitão, 1945)
- Sanogasta pehuenche Ramírez, 2003
- Sanogasta puma Ramírez, 2003
- Sanogasta rufithorax (Tullgren, 1902)
- Sanogasta tenuis Ramírez, 2003
- Sanogasta x-signata (Keyserling, 1891)